# 신좡역 (중국철도)

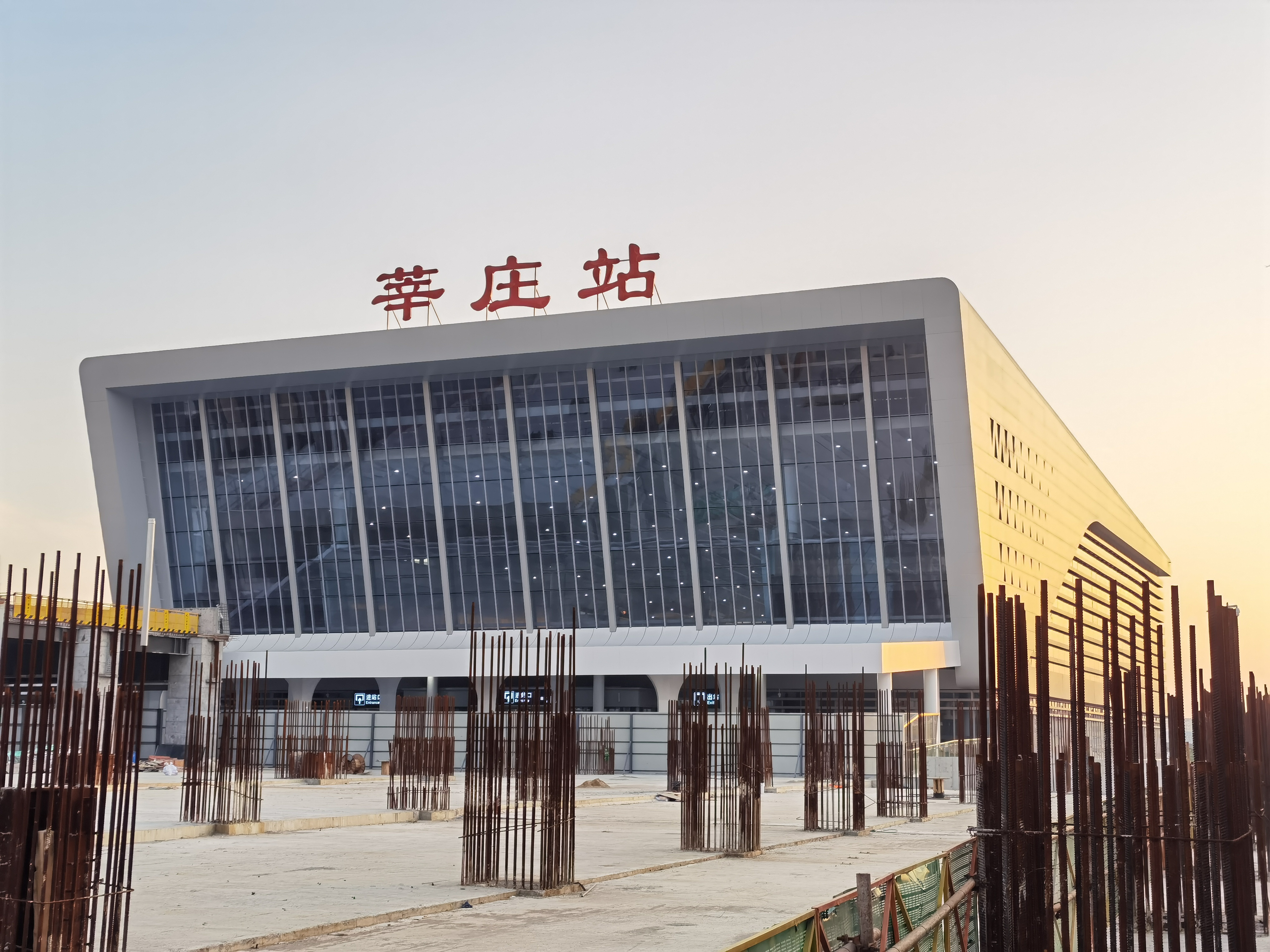
신좡 역

신좡역(중국어 간체자: 莘庄站, 정체자: 莘莊站, 병음: Xīnzhuāng Zhàn)은 상하이시 민항 구에 위치한 철도역이다.